# Henrietta Lange
Henrietta Lange, conosciuta da amici e colleghi come Hetty è un personaggio della serie televisiva NCIS: Los Angeles, interpretato dall'attrice Premio Oscar Linda Hunt.

## Biografia
Henrietta Lange è la Responsabile dell'Ufficio Progetti Speciali del NCIS, situato a Los Angeles dal 2008, quando ha preso il posto di Lara Macy. In passato era un agente segreto e le sue gesta sono avvolte da un alone di mistero. Ha girato il mondo compiendo imprese incredibili che la rendono una vera e propria leggenda vivente all'interno dell'agenzia e oltre. Durante la sua vita ha avuto numerose liaison con personaggi di fama mondiale come Frank Sinatra e George Hamilton e inoltre ha appreso a parlare oltre dieci lingue diverse. Ha compiuto numerose imprese come la vittoria di una medaglia olimpica e la scalata del K2. Risulta essere la prima donna ad aver raggiunta la vetta del monte. 
Essendo una delle migliori spie americane della Guerra Fredda, ha numerosi contatti in tutte le agenzie di intelligence, che non esita a sfruttare quando un caso lo renda necessario. 
Nel 1999 un agente a lei sottoposto ha perso la vita in una missione e da quel giorno la donna ha messo la vita dei suoi colleghi al primo posto fra le sue priorità di capo. Lo stesso episodio si è però ripetuto nella prima stagione, con la morte del giovane Dominic Vail. In seguito a questi avvenimenti Hetty si è dimessa dal suo ruolo, salvo poi tornare sui suoi passi. 
La donna ha avuto un ruolo fondamentale nel passato di Callen. In effetti Hetty era collega ed amica di Clara, la madre di Grisha. Benché la CIA avesse chiesto a Hetty di non preoccuparsi di Clara Callen e dei suoi due figli lei è intervenuta lo stesso, riuscendo a salvare la vita soltanto al piccolo. In seguito Grisha è stato affidato a numerose famiglie senza mai conoscere il padre ma per tutta la sua vita Hetty ha segretamente vegliato su di lui.